# Shunsuke Togami
Shunsuke Togami (Japans: 戸上 隼輔) (Mie, 24 augustus 2001) is een Japans professioneel tafeltennisser. Hij speelt rechtshandig. met de shakehandgreep.

## Belangrijkste resultaten
- Brons met het team op de wereldkampioenschappen 2022.
- Brons in het mannen dubbelspel op de wereldkampioenschappen 2021 met Yukiya Uda.